# 6365 Nickschneider
A 6365 Nickschneider (ideiglenes jelöléssel 1981 ES29) a Naprendszer kisbolygóövében található aszteroida. Schelte J. Bus fedezte fel 1981. március 1-én.